# Aprostocetus cracens
Aprostocetus cracens är en stekelart som beskrevs av Graham 1987. Aprostocetus cracens ingår i släktet Aprostocetus och familjen finglanssteklar. Inga underarter finns listade i Catalogue of Life.